# Jezioro Krukowskie
Jezioro Krukowskie – jezioro w woj. kujawsko-pomorskim, w powiecie włocławskim, w gminie Choceń, leżące na terenie Pojezierza Kujawskiego. Jezioro otoczone jest przez zabudowania wsi Siewiersk i Krukowo.

## Hydronimia
Jezioro pojawia się w źródłach w 1880 jako jez. Siewierskiem, a następnie J. Krukowskie (1930). Państwowy rejestr nazw geograficznych jako nazwę zestandaryzowaną akwenu podaje Jezioro Krukowskie, nie wymieniając nazw obocznych.

## Morfometria
Według danych Instytutu Rybactwa Śródlądowego powierzchnia zwierciadła wody jeziora wynosi 42,6 ha, natomiast A. Choiński, poprzez planimetrowanie na mapach 1:50 000, określił wielkość jeziora na 47 ha.
Średnia głębokość zbiornika wodnego to 3,3 m, a maksymalna – 5,6 m. Objętość jeziora wynosi 1406,7 tys. m³. Maksymalna długość jeziora to 1525 m, a szerokość 360 m. Długość linii brzegowej wynosi 3950 m.
Według Atlasu jezior Polski (red. J. Jańczak, 1997) lustro wody znajduje się na wysokości 89,6 m n.p.m., natomiast według numerycznego modelu terenu udostępnionego przez Geoportal lustro wody znajduje się na wysokości 89,8 m n.p.m.
Według Mapy Podziału Hydrograficznego Polski leży na terenie zlewni siódmego poziomu Bezpośrednia zlewnia jez. Krukowskiego. Identyfikator MPHP to 2786939.

## Zagospodarowanie
W systemie gospodarki wodnej jezioro tworzy jednolitą część wód o kodzie PLLW20047. Administratorem wód jeziora jest Regionalny Zarząd Gospodarki Wodnej w Warszawie. Utworzył on obwód rybacki, który obejmuje między innymi wody jezior Borzymowskiego i Krukowskiego (Obwód rybacki jeziora Borzymowskiego w zlewni rzeki Chodeczka nr 6). Gospodarkę rybacką na jeziorze prowadzi Gospodarstwo Rybackie Włocławek.
Jezioro nie jest objęte żadną formą ochrony przyrody.